# La Verrie
La Verrie ist eine Ortschaft und eine ehemalige französische Gemeinde mit 4.016 Einwohnern (Stand: 1. Januar 2022) im Département Vendée in der Region Pays de la Loire. Sie war Teil des Arrondissements La Roche-sur-Yon und des Kantons Mortagne-sur-Sèvre.
Mit Wirkung vom 1. Januar 2019 wurden die ehemaligen Gemeinden Chambretaud und La Verrie zur Commune nouvelle Chanverrie zusammengeschlossen und haben in der neuen Gemeinde der Status einer Commune déléguée. Der Verwaltungssitz befindet sich im Ort La Verrie.
Am 13. Oktober 1792 wurde der Ort im Zuge des Aufstandes der Vendée auf ihrem Weg in die Schlacht bei La Tremblaye durch die Truppen des Revolutionsgenerals Antoine Marie Bard niedergebrannt.

## Lage
Der Ort liegt etwa 50 km südöstlich von Nantes und 80 km vom Atlantik entfernt. Wenige Kilometer entfernt besteht eine Anschlussstelle zur französischen Autobahn A 87.
Auf dem Gemeindegebiet kreuzen sich der 47. nördliche Breitengrad und der 1. westliche Längengrad.

## Wappen
Wappenbeschreibung: Auf blauem Grund teilt ein goldener Bischofsstab das Feld, auf dessen rechter Seite ein aufrechter Ochse und auf der linken drei Enten, jeweils in Silber, zu sehen sind.